# Elissa Downie
Elissa Downie, chiamata anche «Ellie» (Nottingham, 20 luglio 1999), è un'ex ginnasta inglese, campionessa europea all-around nel 2017 e vincitrice di due medaglie di bronzo ai Mondiali.
È sorella della ginnasta Rebecca Downie: nel gennaio 2023 ha annunciato il suo ritiro dall'attività agonistica.

## Carriera junior

### 2013: debutto juniores
Elissa Downie fa il suo debutto internazionale nella categoria juniores nella stagione 2013, gareggiando ai WOGA Classic in Texas, dove vince l'argento al volteggio e il bronzo con la squadra.
A marzo gareggia poi al campionato nazionale della Gran Bretagna vincendo, nella divisione junior, il bronzo nell'all-around, l'oro al volteggio, l'argento alla trave e alle parallele. Nella competizione a squadre, la sua squadra si piazza al quarto posto.
Insieme alle compagne della nazionale Tyesha Mattis e Amy Tinkler, vince l'argento di squadra al XII Festival olimpico estivo della gioventù europea; inoltre arriva al primo posto al volteggio, quarta nell'all-around e settima alle parallele asimmetriche.
A novembre, partecipa all'Elite Gym Massilia di Marsiglia, insieme a sua sorella Beckie, a Claudia Fragapane e a Kelly Simm: nella Master team division la nazionale si piazza al terzo posto; Elissa ottiene la qualifica per la competizione "Top Massilia", dove vince il bronzo al volteggio, al corpo libero e finisce al quarto posto alle parallele.
A dicembre, con la partecipazione alle Gymnasiadi 2013 che si tengono a Brasilia, la Gran Bretagna (con una squadra formata da Georgina Hockenhull, Claudia Fragapane, Rhyannon Jones e Charlie Fellows) si piazza al terzo posto; individualmente Ellie conferma il proprio livello a parallele, vincendo la medaglia di bronzo, e si piazza quarta al volteggio e sesta nel concorso generale e al corpo libero.

### 2014: Europei di Sofia e Giochi olimpici giovanili
A marzo 2014, Ellie Downie compete al campionato d'Inghilterra, vincendo l'argento al volteggio e il bronzo al corpo libero; si posiziona quarta nell'all-around, e settima a trave, dove esegue un "Patterson" in uscita, un elemento con valore G di difficoltà.
Durante la prova podio subisce un live infortunio, e decide di ritirarsi dalla competizione.
Recupera in tempo per partecipare ad un incontro amichevole tra le nazionali juniores di Germania, Italia, Svizzera e Spagna, vincendo l'argento di squadra e piazzandosi quarta nel concorso generale.
A maggio partecipa ai Campionati Europei di Sofia. La nazionale juniores si aggiudica il secondo gradino del podio, con un totale di 165,005 punti, staccata dalla Russia, prima classificata con più di tre punti di vantaggio.
Individualmente la Downie raggiunge quota 54,941 punti, che le permettono la qualificazione alla finale all-around junior in quarta posizione, ma anche ai II Giochi olimpici giovanili estivi; inoltre conquista le finali al volteggio (14,800 punti, che le valgono la qualifica in prima posizione) e a parallele (13,600).
Termina la finale del concorso all-around vincendo la medaglia di bronzo con 55,332 punti.
Nel mese di agosto vince la medaglia di bronzo ai Giochi Olimpici Giovanili alle spalle di Flávia Saraiva e Seda Tutkhalyan. Vince poi la medaglia d'argento al volteggio alle spalle di Yan Wang.

## Carriera senior

### 2015: Europei di Montpellier e Mondiali di Glasgow

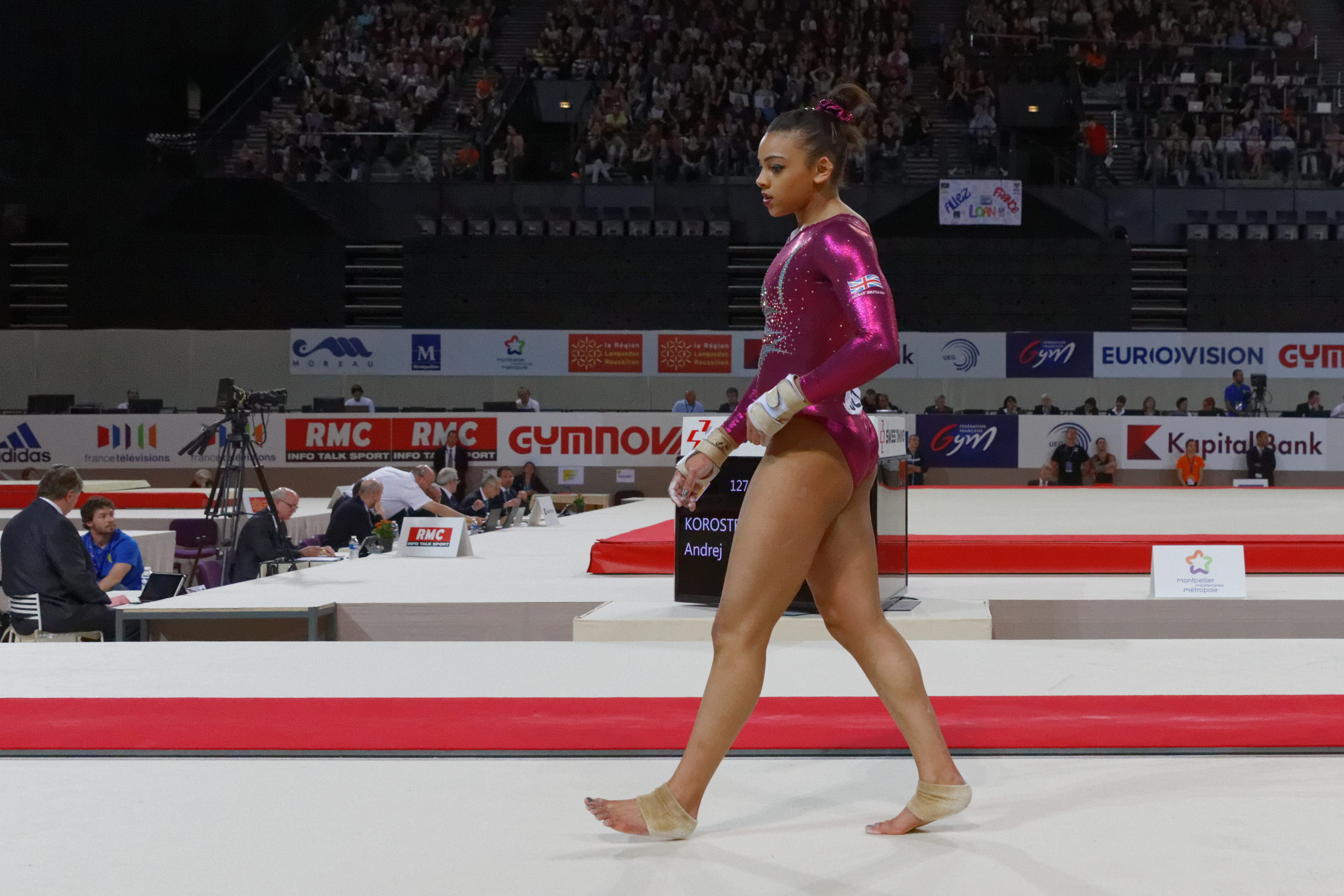
Elissa Downie durante gli Europei di Montpellier

Nel 2015 Downie inizia a gareggiare a livello senior ai campionati britannici, vincendo la medaglia d'argento al volteggio e alle parallele asimmetriche, oltre al bronzo vinto nel concorso individuale. Insieme alla sorella Becky partecipa ai campionati europei di Montpellier 2015, raggiungendo la finale del concorso individuale, del volteggio e delle parallele asimmetriche. Nel concorso individuale ottiene il punteggio 56.623 e si piazza al terzo posto dietro Giulia Steingruber (57.873) e Marija Charenkova (57.132). Al volteggio giunge quinta, mentre alle parallele asimmetriche resta ai piedi del podio dietro la terza classificata Sanne Wevers.
Ai Mondiali di Glasgow la squadra inglese si qualifica al quarto posto. Gareggiano in squadra, e il risultato è favoloso: finiscono al terzo posto davanti alla Russia, che finisce quarta a causa di alcune imprecisioni, soprattutto di Viktoria Komova. 

### 2016: Europei di Berna e Olimpiadi di Rio de Janeiro
Nel maggio 2016 Downie partecipa alla Coppa del Mondo di Osijek, in Croazia, vincendo i titoli in tutti e quattro gli attrezzi; ciò non accadeva dal 1975, quando l'impresa fu allora compiuta da Ljudmila Turiščeva.
Il mese dopo si presenta agli Europei di Berna dove vince la medaglia d'argento nel concorso a squadre, nel volteggio e nel corpo libero.
Ellie viene convocata nella squadra della Gran Bretagna, insieme alla sorella Becky, Claudia Fragapane, Ruby Harrold e Amy Tinkler, per disputare le Olimpiadi di Rio de Janeiro 2016. La squadra arriva quinta, e Downie raggiunge la finale del concorso individuale piazzandosi tredicesima.

### 2017: campionessa europea e intervento chirurgico
Nell'aprile 2017,la Downie ha rappresentato la Gran Bretagna ai Campionati europei 2017 a Cluj-Napoca, in Romania, dove ha fatto la storia qualificandosi per tutte e cinque le singole finali. 
Il giorno successivo, diventa la prima ginnasta britannica a vincere il titolo all around in una competizione europea, battendo l'Ungheria Zsófia Kovács e la francese Mélanie de Jesus dos Santos.
Ha anche vinto la medaglia d'argento al volteggio e la corpo libero e una medaglia di bronzo alle parallele. 
All'inizio di agosto ha subito un intervento chirurgico alla caviglia a causa di un infortunio con cui aveva affrontato sia i campionati britannici che quelli europei quell'anno. 
L'intervento le ha impedito di partecipare ai Campionati mondiali di ginnastica artistica 2017, affermando sul suo account Instagram che ha in programma il suo prossimo importante concorso internazionale: i Giochi del Commonwealth 2018.

### 2018: il ritorno alle competizioni
Il 27 settembre la Downie è stata nominata nella squadra per competere ai Campionati mondiali di Doha, in Qatar, insieme a Becky Downie, Alice Kinsella, Georgia-Mae Fenton e Kelly Simm.
Durante le qualificazioni la squadra non riesce a qualificarsi per la finale, ma la Downie si qualifica invece per la finale all around, durante la quale si posiziona all'undicesimo posto con un punteggio di 54,233 punti.

### 2019: Campionati europei e mondiali
La Downie viene selezionata per competere agli Europei 2019 insieme a Amelie Morgan, Alice Kinsella e Kelly Simm. 
Gareggia inoltre ai Campionati britannici dove si piazza prima nel concorso individuale, al volteggio e al corpo libero. 
Ai Campionati Europei la Downie si qualifica per la finale all around al quarto posto e per la finale al volteggio al primo posto. 
Nella finale all around arriva seconda dietro a Mélanie de Jesus dos Santos.
Successivamente vince il bronzo nella finale al volteggio dietro a Maria Paseka e Coline Devillard.
A settembre la Downie viene convocata a far parte della squadra per i Campionati del mondo 2019 a Stoccarda insieme ad Alice Kinsella, Becky Downie, Taeja James e Georgia-Mae Fenton. Durante le qualifiche aiuta la Gran Bretagna a posizionarsi al settimo posto, guadagnando un posto nella finale della squadra e qualificando una squadra per la Gran Bretagna ai Giochi Olimpici del 2020. Downie individualmente si qualifica per la finale al volteggio. Durante la finale a squadre contribuisce al sesto posto della Gran Bretagna.
Nella finale al volteggio esegue uno Yurchenko con doppio avvitamento e un Cheng, ottenendo un punteggio medio di 14.816 e vincendo la medaglia di bronzo dietro a Simone Biles e Jade Carey. Questa è la prima medaglia individuale ad un Campionato del mondo per la Downie.

### 2021
Il 13 maggio, in seguito alla morte del fratello, Downie annuncia di aver deciso di prendere una pausa dallo sport per stare vicino alla sua famiglia.

### 2022
Nel 2022 viene in un primo momento inclusa come riserva nella squadra britannica per i Mondiali di Liverpool, ma viene in seguito sostituita da Poppy Stickler.